# Polygonia immaculata
Polygonia immaculata är en fjärilsart som beskrevs av Diószeghy 1935. Polygonia immaculata ingår i släktet Polygonia och familjen praktfjärilar. Inga underarter finns listade i Catalogue of Life.